# Potts Camp
Potts Camp és una població dels Estats Units a l'estat de Mississipi. Segons el cens del 2000 tenia 494 habitants.

## Demografia
Segons el cens del 2000, Potts Camp tenia 494 habitants, 195 habitatges, i 135 famílies. La densitat de població era de 214,3 habitants per km².
Dels 195 habitatges en un 36,9% hi vivien nens de menys de 18 anys, en un 43,6% hi vivien parelles casades, en un 20% dones solteres, i en un 30,3% no eren unitats familiars. En el 26,2% dels habitatges hi vivien persones soles el 10,8% de les quals corresponia a persones de 65 anys o més que vivien soles. El nombre mitjà de persones vivint en cada habitatge era de 2,53 i el nombre mitjà de persones que vivien en cada família era de 3,01.
Per edats la població es repartia de la següent manera: un 29,4% tenia menys de 18 anys, un 10,5% entre 18 i 24, un 28,1% entre 25 i 44, un 20,6% de 45 a 60 i un 11,3% 65 anys o més.
L'edat mediana era de 31 anys. Per cada 100 dones de 18 o més anys hi havia 81,8 homes.
La renda mediana per habitatge era de 23.472 $ i la renda mediana per família de 30.903 $. Els homes tenien una renda mediana de 28.333 $ mentre que les dones 21.875 $. La renda per capita de la població era d'11.600 $. Entorn del 20,1% de les famílies i el 23% de la població estaven per davall del llindar de pobresa.

## Poblacions més properes
El següent diagrama mostra les poblacions més properes.